# Apistosia pogonoprocta
Apistosia pogonoprocta là một loài bướm đêm thuộc phân họ Arctiinae, họ Erebidae.